# پیتر بوهلین

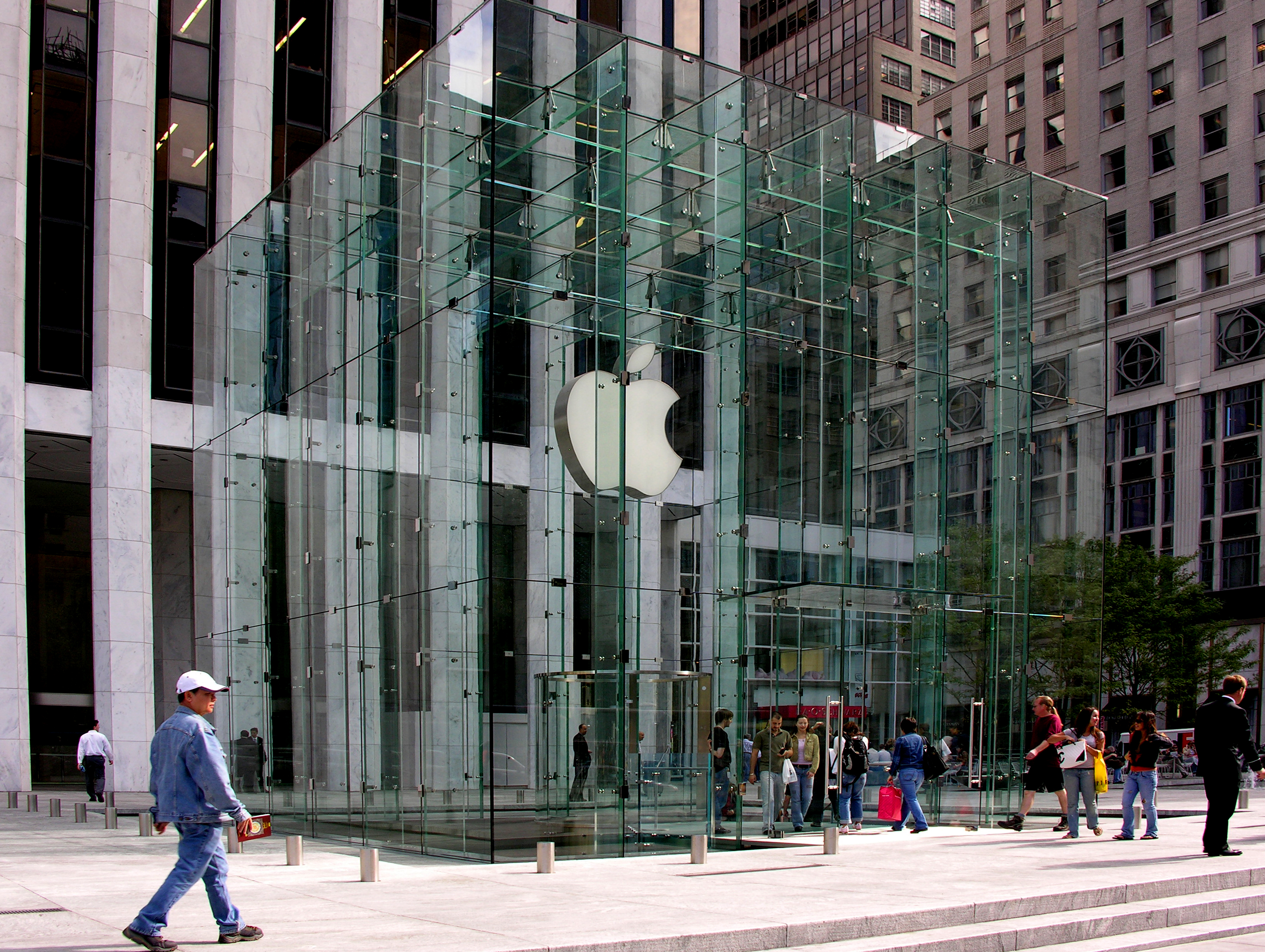
ورودی اپل استور در خیابان پنجم واقع در نیویورک سیتی

پیتر بوهلین (به انگلیسی: Peter Q. Bohlin) متولد سال ۱۹۳۷ در نیویورک, ایالات متحده آمریکا از معماران معروف آمریکایی هست که جایزه مدال طلای ای‌آی‌ای را در سال ۲۰۱۰ از موسسه معماران آمریکا دریافت کرد.
وی در پنج شهر پیتسبورگ, فیلادلفیا, سیاتل، واشینگتن و سان‌فرانسیسکو دفتر طراحی دارد وی پروژه‌های بسیاری برای اپل استور طراحی کرده‌است.
وی در سال ۲۰۱۰ مدال طلای ای آی ای را تصاحب کرد.

## کتابها
Some of the books about Peter Bohlin's firm:
- Bohlin Cywinski Jackson: The Nature of Circumstance, 2010 ISBN 978-0-8478-3293-4
- Grand Teton: A National Park Building, 2009 ISBN 978-0-9814628-1-3
- Farrar: Bohlin Cywinski Jackson, 2007 ISBN 978-0-9774672-7-3 (one of their residential projects)
- Liberty Bell Center: Bohlin Cywinski Jackson, 2006 ISBN 978-0-9746800-4-0
- Arcadian Architecture: Bohlin Cywinski Jackson: ۱۲ Houses, 2005 ISBN 978-0-8478-2696-4
- Ledge House: Bohlin Cywinski Jackson, 1999 ISBN 978-1-56496-521-9
- The Architecture of Bohlin Cywinski Jackson, 1994 ISBN 978-1-56496-112-9